# Yasoda
Yasoda is een geslacht van vlinders van de familie Lycaenidae.

## Soorten
- Y. androconifera Fruhstorfer, 1912
- Y. carteja Seitz, 1926
- Y. pita (Doubleday & Hewitson, 1852)
- Y. pitane De Nicéville, 1893
- Y. tripunctata (Hewitson, 1863)